# Diaphorapteryx hawkinsi
Frango-d'água-de-hawkins (Diaphorapteryx hawkinsi) foi uma espécie de ave da família dos ralídeos. Era endêmica das Ilhas Chatham, a leste da Nova Zelândia.